# Klapbro
En klapbro er en type bro med én eller to bevægelige modstående klapper, som kan åbnes for tværgående skibstrafik.
De fleste klapbroer har særlige signaler, der viser, om man må sejle igennem dem.
Der findes blandt andet følgende klapbroer i Danmark:
- Jernbanebroen over Limfjorden
- Aggersundbroen
- Limfjordsbroen
- Vilsundbroen
- Oddesundbroen
- Egernsundbroen
- Kronprins Frederiks Bro
- Knippelsbro
- Langebro
- Masnedsundbroen
- Guldborgbroen
- Frederik d. 9's Bro
- Hadsundbroen
- Kong Christian X's bro Als Sund
- Græshoppebroen/Karrebæksmindebroen
- Teglværksbroen
- Bryghusbroen
- Teglværksbroen
- Nyhavnsbroen
- Trangravsbroen
- Proviantbroen
- Halskovbroen, Korsør (særlig konstruktion, "Sherzerbro", vugger som en gyngestol)